# بياتريس تايسامو
بياتريس تايسامو (بالإنجليزية: Beatrice Taisamo)‏، هي مُمثلة تنزانية.